# MOA-2008-BLG-310Lb
MOA-2008-BLG-310Lb는 지구로부터 전갈자리 방향으로 약 20,000광년 떨어진 곳에 있는 외계 행성이다. 이 행성은 차가운 분광형 K 항성 MOA-2008-BLG-310L 주위를 돌고 있다. 이 행성의 질량은 목성의 약 23 퍼센트, 토성의 약 77 퍼센트 수준이며 모항성으로부터 약 1.25 천문단위 떨어져 있다. 2009년 8월 4일 Janczak 연구진이 미시중력렌즈 관측법을 이용하여 발견했다. 미시중력렌즈를 통해 발견된 다른 외계 행성들과 마찬가지로 이 행성 역시 공전 주기 및 공전궤도 이심률이 정확하게 밝혀지지 않았다.

## 같이 보기
- MOA-2007-BLG-192Lb
- OGLE-2005-BLG-390Lb

## 참고 문헌
- Janczak 연구진 (2009). “Sub-Saturn Planet MOA-2008-BLG-310Lb: Likely To Be In The Galactic Bulge”. 《The Astrophysical Journal》.